# C'mon Everybody
"C'mon Everybody" is een nummer van de Amerikaanse muzikant Eddie Cochran. Het nummer verscheen in oktober 1958 als single. In 1960 stond het ook op zijn postume compilatiealbum The Eddie Cochran Memorial Album.

## Achtergrond
"C'mon Everybody" is geschreven door Cochran en Jerry Capehart en geproduceerd door Cochran. Naast Cochran (zang en gitaar) zijn muzikanten Connie Smith (basgitaar), Earl Palmer (drums), Ray Johnson (piano) en Capehart (tamboerijn) op de opname te horen. Er bestaan twee versies van het nummer. De oorspronkelijke versie werd als single uitgebracht, maar Cochran kwam in dezelfde opnamesessies met een alternatieve versie, getiteld "Let's Get Together". De enige verandering in de tekst was de wijziging van de zin "c'mon everybody" naar "let's get together". Deze alternatieve versie werd in de jaren '60 op een compilatiealbum uitgebracht.
"C'mon Everybody" werd vooral een hit in de Britse UK Singles Chart, waar het de zesde plaats behaalde. In de Amerikaanse Billboard Hot 100 kwam het niet verder dan positie 35. In een voorloper van de Vlaamse Ultratop 50 kwam het tot de twintigste plaats. In 1979 brachten de Sex Pistols een cover uit op de soundtrack van hun film The Great Rock 'n' Roll Swindle, die in het Verenigd Koninkrijk de derde plaats behaalde. In 1988 verscheen de originele versie het nummer opnieuw als single nadat deze werd gebruikt in een commercial van Levi Strauss & Co. Dit keer kwam het tot de veertiende plaats in het Verenigd Koninkrijk en de zevende plaats in Ierland. In 2010 zette het tijdschrift Rolling Stone het nummer op plaats 411 in hun lijst The 500 Greatest Songs of All Time.

## NPO Radio 2 Top 2000
| Nummer met noteringen in de NPO Radio 2 Top 2000 | '99  | '00-'01 | '02  | '03  |
| ------------------------------------------------ | ---- | ------- | ---- | ---- |
| C'mon Everybody                                  | 1592 | -       | 1967 | 1728 |

1. ↑  Een '-' betekent dat het nummer niet was genoteerd en een vetgedrukt getal geeft de hoogste notering aan.
2. ↑  Deze tabel is bijgewerkt tot en met de laatste editie (2024).